# Österreichischer Fachverband für Kunst- und GestaltungstherapeutInnen
Der Österreichische Fachverband für Kunst- und GestaltungstherapeutInnen – kurz ÖFKG – wurde 1997 einerseits als berufspolitische Vertretung in Österreich tätiger Kunsttherapeuten und andererseits zur Qualitätssicherung der Weiterbildungslandschaft in Nachfolge der Österreichischen Gesellschaft für Kunst und Therapie gegründet. Der ÖFKG vertritt die berufspolitischen Interessen jener Kunsttherapeuten und Weiterbildungen in Österreich, die das offizielle Rahmencurriculum und damit die Standards der ECArTE – The European Consortium for Arts Therapies Education – auf europäischer Ebene erfüllen. Ziel ist eine nationale und europäische berufs- und ausbildungsrechtliche Anerkennung der Kunsttherapie als psychotherapeutisches Verfahren nach dem Österreichischen Psychotherapiegesetz.

## Weiterbildungen nach den ÖFKG-Standards
- Österreichisches Kolleg für Kunsttherapie
- Wiener Schule für Kunsttherapie
- Institut für Mal- und Gestaltungstherapie
- Atelier Spitzenegg